# Medidor de ESR

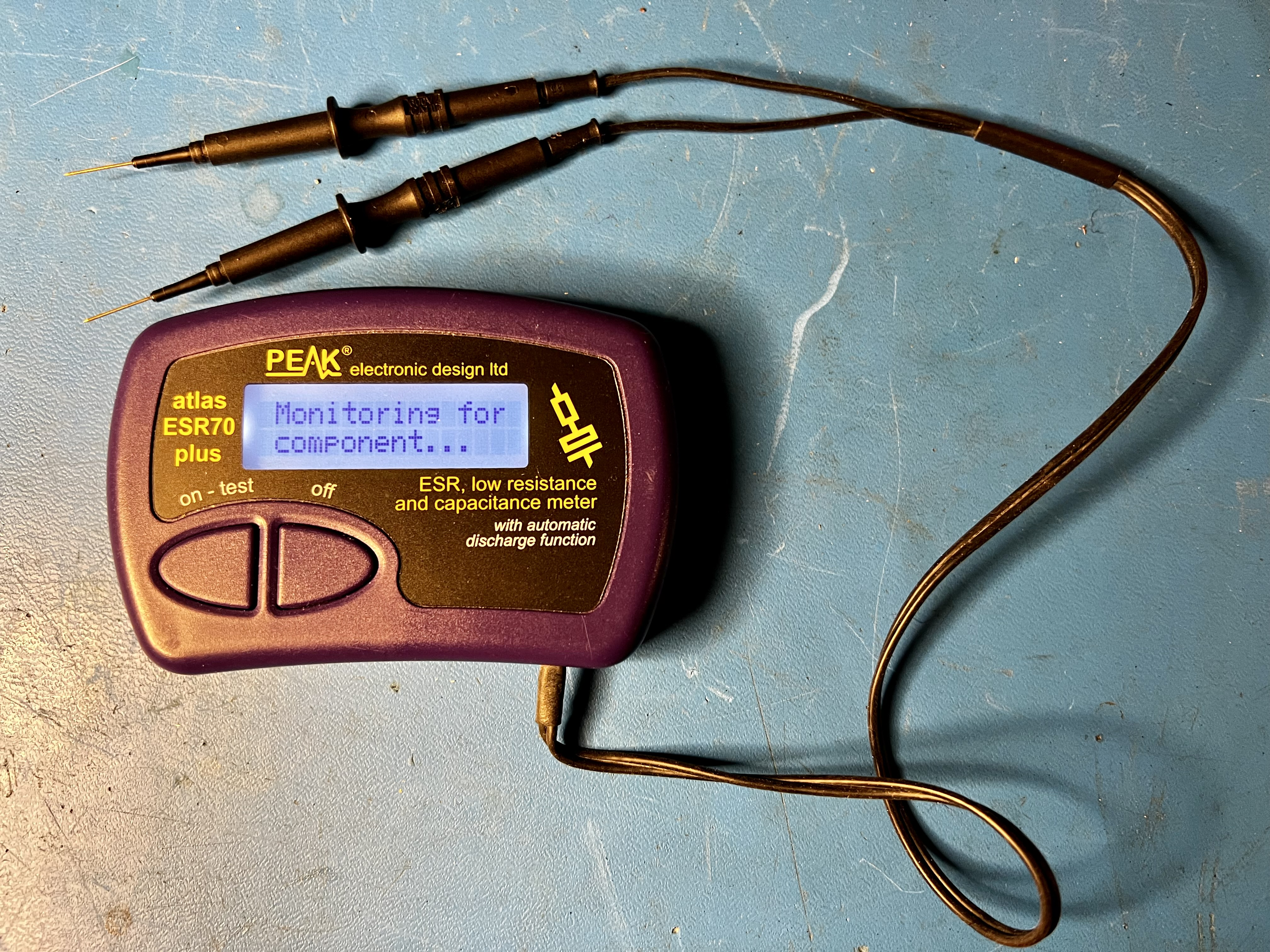
Medidor de ESR

Un medidor de ESR es un instrumento de medición electrónico diseñado para medir valores de resistencia bajos, como la resistencia serie equivalente (ESR) de los condensadores, por lo general sin necesidad de desconectarlos del circuito al que están asociados.En el caso particular de los capacitores electrolíticos esta resistencia equivalente está conformada por la reactancia inductiva, derivada de la propia construcción de estos capacitores, la reactancia capacitiva, la resistencia de los contactos y conductores y la resistencia del electrolito entre las placas. Este tipo de condensadores se utilizan muy a menudo ya que tienen una muy alta capacitancia por unidad de volumen o peso ; típicamente su capacitancia varía entre   1 uF y 100 mF.
Un condensador electrolítico común de tira de aluminio tiene una ESR relativamente alta que aumenta con la edad, la temperatura, y el rizado de la corriente que se le aplica; esto puede hacer funcionar mal el equipo que lo utiliza. En los equipos más viejos esto tendía a causar zumbidos y degradar el funcionamiento. Actualmente, dada la tendencia a utilizar fuentes de alimentación por técnica de conmutación (fuentes conmutadas) cuya frecuencia de trabajo se halla en 30kHz o más, los capacitores de filtrado sufren un gran estrés y su ESR puede aumentar a valores muy altos y ello puede ser causa de que el equipo deje de funcionar o incluso causa de su destrucción. Para esta aplicación existen hoy los capacitores de electrolito de aluminio polarizado que mantienen un muy bajo ESR (Low ESR) durante 15.000 a 20.000 horas de uso soportando una temperatura de entre 85 y 100 °C. 

## Funcionamiento
La mayoría de medidores de ESR (Equivalent Series Resistance) funcionan mediante la descarga del condensador examinado haciendo pasar una corriente eléctrica a través del mismo durante un tiempo corto, demasiado corto para que se cargue de forma apreciable. Esto producirá un voltaje en el condensador que será proporcional a la corriente que circule; se mide este voltaje  y su valor dividido por la corriente da como resultado la ESR, que se muestra en una pantalla o en un galvanómetro calibrado en Ohm o en miliOhm. El proceso se repite a una frecuencia de decenas a cientos de veces por segundo. Alternativamente, se puede utilizar una corriente alterna de una frecuencia suficientemente alta para que la reactancia del condensador sea mucho menor que la ESR . 
Los parámetros del circuito suelen ser elegidos para dar resultados válidos para una capacitancia de aproximadamente un microfaradio hasta 100 mF, pudiéndose verificar los condensadores de aluminio cuya ESR empieza a ser inaceptablemente alta. El valor de la ESR, entonces, dependerá de su capacidad, siendo menor a medida que ésta aumenta ; el valor aceptable se proporciona en una tabla (son bastante similares para los distintos diseños de ESR). Un condensador cuya ESR sobrepasa un valor crítico, disipará más potencia de lo que es capaz de aceptar según su norma de fábrica lo cual generalmente causa su rápido deterioro. Este tipo de medición go/no go, en general es suficiente para determinar la viabilidad del condensador. Una ESR con un valor de unos pocos ohmios para un condensador del orden de pocos microfaradios o algo menor para un condensador grande, se considera una causa de avería.
En un circuito común, la ESR será mucho menor que cualquier otra resistencia externa a la que esté conectado el condensador, por lo que no es necesario desconectar el componente, es decir: se hace una medición "en circuito". El medidor está diseñado para suministrar una tensión baja, demasiado baja para influir sobre cualquier diodo semiconductor que pueda estar presente en el circuito, a través de sus terminales.

## Kits D.I.Y.
Se ha publicado un artículo sobre la construcción de un medidor de ESR, con un esquema del circuito, con la explicación de cómo funciona, con análisis de la ESR, etc., aunque requiere un microcontrolador programado especialmente, por lo que no se puede construir solamente con el diagrama del circuito suministrado. (este medidor se vende en forma de kit, o también se puede comprar montado). Permite medir resistencias  de 0,01 a 99 ohmios, aplicando no más de 100 milivolts a través del condensador bajo prueba, un procedimiento de uso bastante común.

### Valores de ESR típicos para condensadores (uF / V)[2]en OHM
| Capacidad | 10V  | 16V  | 25V  | 35V  | 63V  | 160V | 250V |
| 1uF       | -    | -    | 5    | 4    | 6    | 10   | 20   |
| 2.2uF     | -    | -    | 2.5  | 3    | 4    | 9    | 14   |
| 4.7uF     | -    | -    | 6    | 3    | 2    | 6    | 5    |
| 10 uF     | -    | 1.6  | 1.5  | 1.7  | 2    | 3    | 6    |
| 22 uF     | 3    | 0.8  | 2    | 1    | 0.8  | 1.6  | 3    |
| 47 uF     | 1    | 2    | 1    | 1    | 0.6  | 1    | 2    |
| 100 uF    | 0.6  | 0.9  | 0.5  | 0.5  | 0.3  | 0.5  | 1    |
| 220 uF    | 0.3  | 0.4  | 0.4  | 0.2  | 0.15 | 0.25 | 0.5  |
| 470 uf    | 0.15 | 0.2  | 0.25 | 0.1  | 0.1  | 0.2  | 0.3  |
| 1000 uF   | 0.1  | 0.1  | 0.1  | 0.04 | 0.04 | 0.15 | -    |
| 4700 uF   | 0.06 | 0.05 | 0.05 | 0.05 | 0.05 | -    | -    |
| 10000 uF  | 0.04 | 0.03 | 0.03 | 0.03 | -    | -    | -    |
| --------- | ---- | ---- | ---- | ---- | ---- | ---- | ---- |

## Otras funcionalidades
Los medidores de ESR se pueden utilizar para medir cualquier tipo de baja resistencia, por ejemplo, la resistencia del contacto eléctrico de un interruptor. Dependiendo del tipo de circuito utilizado, puede ser capaz de medir la resistencia interna de una  batería, etc.. (las baterías terminan su vida más por el aumento de la resistencia interna, que debido a una disminución de su fuerza electromotriz), y también la resistencia entre las secciones de circuito impreso (PCB) ; un cortocircuito entre pistas adyacentes reduce la resistencia entre ciertos puntos del PCB; la resistencia es demasiado baja para medirla con el multímetro habitual, pero es detectable con el medidor de ESR.

## Limitaciones
Un medidor de ESR no mide la capacidad de un condensador ; para ello se requiere un medidor de capacitancia fuera de circuito. Un condensador cortocircuitado defectuoso podrá tener un bajo ESR pero un multímetro en su función capacímetro detectará fácilmente este deterioro ya que ofrecerá un valor nulo o muy bajo respecto a la capacidad nominal.
Un medidor de ESR conectado a un circuito bajo tensión o a un condensador con carga significativa puede ser dañado; unos diodos de protección conectados a la entrada minimizan este riesgo (pero con ellos, ya no se podrá medir la resistencia interna de una batería).